# Dee Brown
Dorris Alexander "Dee" Brown (Alberta, Louisiana, 28 de febrer de 1908 - Little Rock, Arkansas, 12 de desembre de 2002), fou un escriptor i historiador estatunidenc, autor de llibres sobre les guerres índies, la Guerra Civil i la Febre de l'or de Califòrnia.

## Biografia
Originari de Louisiana, es va traslladar amb 13 anys al comtat d'Ouachita (Arkansas, que va experimentar un gran creixement gràcies al petroli. La seva mare es va traslladar després a Little Rock perquè ell i el seu germà i dues germanes poguessin anar a una escola millor. La biblioteca pública es va convertir en la seva segona llar. La lectura dels tres volums d'Història de l'expedició al comandament dels capitans Lewis i Clark el va ajudar a desenvolupar un interès permanent a l'Oest americà. També va descobrir les obres de Sherwood Anderson i John Dos Passos, i més tard William Faulkner i Joseph Conrad.
Quan era adolescent va assistir als partits de l'equip de beisbol Arkansas Travelers, on es va fer amic del pitcher Moises Yellowhorse. Això i la seva amistat amb un nen d'ètnia creek provocà el seu rebuig a la representació que feia la cultura popular estatunidenca dels indis.
Va treballar com a impressor i periodista a Harrison (Arkansas) i va decidir continuar estudiant a l'Escola de Mestres de Conway (Arkansas). El seu mentor, el professor d'història Dean D. McBrien, el va encoratjar a fer-se escriptor. Van viatjar dos cops a l'oest juntament amb altres estudiants en un Ford T. Al campus de Brown va treballar com a editor del diari estudiantil i treballà a la biblioteca.
En començar la Gran Depressió va anar a fer estudis de postgrau a la Universitat George Washington a Washington DC. Va treballar a temps parcial per J. Willard Marriott, va prendre classes i es va casar amb Sally Stroud. Alhora va trobar feina a temps complet com a bibliotecari del Departament d'Agricultura dels EUA des de 1934 fins a 1942. Vivia al carrer 1717 R NO, al Barri Circle Dupont.
La seva primera novel·la era una sàtira de la burocràcia del New Deal, però no va ser publicada a causa del bombardeig de Pearl Harbor. L'editor va suggerir que havia d'escriure en comptes d'això "alguna cosa patriòtic". Ell va respondre amb Wave High the Banner (Oneja alt la bandera), un relat novel·lat de la vida de Davy Crockett (qui era un conegut del seu besavi). Pocs mesos després de la seva publicació va ser reclutat per l'Exèrcit dels EUA, on va conèixer Martin Schmitt, amb qui després de la guerra va col·laborar en diverses obres. Durant la guerra va treballar per al Departament de Guerra com a bibliotecari i mai van viatjar a l'estranger.
De 1948 a 1972 fou bibliotecari de la Universitat d'Illinois a Urbana-Champaign, on s'havia graduat en biblioteconomia, s'hi va convertir en professor i hi va criar dos fills, Mitchell i Linda.
Com un escriptor a temps parcial a finals de la dècada de 1950 va publicar nou llibres, tres de ficció i sis de no ficció, incloent The Galvanized Yankees, del que diu que li va requerir més investigació que qualsevol dels seus altres llibres, i The Year of the Century: 1876, que considera el seu favorit.
El 1971 Bury My Heart at Wounded Knee va esdevenir un best-seller. Molts lectors suposaven que Brown tenia orígens amerindis, però era així. Ve nia d'una família amb una llarga història a la frontera.
El 1973, Brown i la seva dona es va retirar a Little Rock (Arkansas), on va dedicar el seu temps a escriure. Les seves obres posteriors inclouen Creek Mary's Blood, una novel·la relat de diverses generacions d'una família descendent d'una dona creek, i Hear That Lonesome Whistle Blow, que descriu les argúcies i el romanticisme que envolta la construcció dels ferrocarrils de l'oest. El seu últim llibre-treball, Way To Bright Star és una novel·la picaresca ambientada en la Guerra Civil. Ell mai va acabar la seva seqüela, que era protagonitzada per P.T. Barnum i Abraham Lincoln.
Brown va morir a l'edat de 94 anys a Little Rock. Les seves restes estan enterrats a Urbana (Illinois), juntament amb els de la seva esposa Sally Stroud.